# Byeon Woo-seok
Byeon Woo Seok (en hangul: 변우석; nacido el 31 de octubre de 1991) es un actor y modelo surcoreano.

## Carrera
En julio de 2020 se anunció que se había unido a la agencia "Varo Entertainment". Previamente formó parte de las agencias "BH Entertainment", y de "YGKPLUS".
En el 2016 apareció como invitado en la serie Dear My Friends donde interpretó a Son Jong-shik, un joven en la cafetería de Oh Choong-nam (Youn Yuh-jung).
Ese mismo año realizó una aparición especial en la serie Moon Lovers: Scarlet Heart Ryeo (달의 연인: 보보경심 려), donde dio vida al antiguo novio de Go Ha-jin (IU).
El 13 de enero del 2017 realizó una aparición especial durante el último episodio de la popular serie Weightlifting Fairy Kim Bok Joo, donde interpretó al nadador y amigo de Jung Joon-hyung (Nam Joo-hyuk).
Ese mismo año se unió al elenco de la tercera temporada de la serie web Unrequited Love (전지적 짝사랑 시점 시즌3) donde dio vida a Byun Woo-suk.
También se unió al elenco recurrente de la serie Live Up to Your Name (명불허전) donde interpretó al asistente Heo Jun.
En febrero del 2019 realizó una aparición especial en la serie Welcome to Waikiki 2, donde dio vida al cantante Yoon Seo-won, un antiguo compañero de clases de Cha Woo-shik (Kim Seon-ho), que está interesado en Han Soo-yeon (Moon Ga-young).
En junio del mismo año se unió al elenco recurrente de la serie Search: WWW, donde interpretó a Han Min-gyoo, un famoso actor.
El 16 de septiembre del 2019 se unió al elenco principal de la serie Flower Crew: Joseon Marriage Agency, donde dio vida a Do Joon, el atractivo miembro e informante de la agencia "Flower Crew", hasta el final de la serie el 5 de noviembre. En julio del mismo año se confirmó que se había unido al elenco principal de la película Soulmate.
El 7 de septiembre del mismo año se unó al elenco principal de la serie Record of Youth, donde interpretó al actor y modelo Won Hae-hyo, un joven que debido a que a pesar de provenir de una familia con antecedentes de riqueza y que ha tenido un camino con pocos obstáculos, no logra tener un gran impacto, hasta el final de la serie el 27 de octubre del mismo año.
En diciembre de 2021 se unió al elenco de la serie Moonshine (también conocida como "When Flowers Bloom, I Think of the Moon"), donde da vida a Lee Pyo, un príncipe heredero rebelde cuyo único defecto es su excesivo amor por el alcohol.

## Filmografía

### Series de televisión
| Año     | Título                              | Personaje              | Notas                   | Ref.                 |
| ------- | ----------------------------------- | ---------------------- | ----------------------- | -------------------- |
| 2016    | Dear My Friends                     | Son Jong-shik          |                         |                      |
| 2016    | Moon Lovers: Scarlet Heart Ryeo     | Exnovio de Ko Ha-jin   |                         |                      |
| 2017    | Weightlifting Fairy Kim Bok Joo     | Amigo de Joon-hyung    | Ep. 16                  |                      |
| 2017    | The History of Walking Upright      | Jong Min               | Drama Stage, 1 episodio |                      |
| 2017    | Unrequited Love Season 3            | Byun Woo-seok          | Serie web, 22 episodios |                      |
| 2017    | Live Up to Your Name                | Heo Joon               |                         |                      |
| 2019    | Office Watch 3                      | Ha Min-kyoo            | Serie web, 14 episodios |                      |
| 2019    | Welcome to Waikiki 2                | Yoon Seo-won           | Ep. 4                   |                      |
| 2019    | Search: WWW                         | Han Min-kyoo           |                         |                      |
| 2019    | Flower Crew: Joseon Marriage Agency | Ma Hoon                | 16 episodios            |                      |
| 2020    | Record of Youth                     | Won Hae-hyo            | 16 episodios            | [ 19 ] [ 20 ]        |
| 2021-22 | Moonshine                           | Príncipe Lee Pyo       |                         | [ 21 ]               |
| 2023    | Nam-soon, una chica superfuerte     | Ryoo Si-oh             |                         | [ 22 ] [ 23 ]        |
| 2024    | Lovely Runner                       | Ryoo Sun-jae           |                         | [ 24 ] [ 25 ] [ 26 ] |
| 2024    | No hay amor desinteresado           | Empleado en una tienda | Aparición especial      | [ 27 ]               |
| 2025    | 21st Century Prince's Wife          | Prince Yian            |                         |                      |

### Películas
| Año  | Título                 | Personaje        | Notas                                                           | Ref.                 |
| ---- | ---------------------- | ---------------- | --------------------------------------------------------------- | -------------------- |
| 2017 | Midnight Runners       | Joven en el Club | Junto a Park Seo-joon, Kang Ha-neul, Park Ha-sun y Sung Dong-il |                      |
| 2022 | Una chica del siglo XX | Poong Woon-ho    | Junto a Kim Yoo-jung, Park Jung-woo y Noh Yoon-seo              | [ 28 ] [ 29 ] [ 30 ] |
| 2023 | Soulmate               | Ham Jin-woo      | Junto a Jeon So-nee y Kim Da-mi                                 | [ 31 ]               |

### Programas de variedades
| Año  | Programa | Función |
| ---- | -------- | ------- |
| 2017 | Modulove | miembro |

### Presentador
| Año  | Programa                                 | Función                  | Ref.   |
| ---- | ---------------------------------------- | ------------------------ | ------ |
| 2019 | Melon Music Awards 2019                  | presentador de categoría |        |
| 2020 | 2020 Mnet Asian Music Awards (2020 MAMA) | presentador de categoría | [ 32 ] |

### Apariciones en videos musicales
| Año  | Intérpretes        | Canción        | Ref.          |
| ---- | ------------------ | -------------- | ------------- |
| 2019 | Lee So-ra ft. Suga | "Song Request" | [ 33 ] [ 34 ] |

### Revistas / sesiones fotográficas
| Año  | Título           | Ref.   |
| ---- | ---------------- | ------ |
| 2020 | Singles Magazine | [ 35 ] |
| 2022 | Vogue Korea      | [ 36 ] |

## Premios y nominaciones
| Año  | Premios                     | Categoría                | Papel         | Resultado | Ref.          |
| ---- | --------------------------- | ------------------------ | ------------- | --------- | ------------- |
| 2025 | 61.os Premios Baeksang Arts | Mejor actor (televisión) | Lovely Runner | Pendiente | [ 37 ] [ 38 ] |